# Národní přírodní památky v Česku

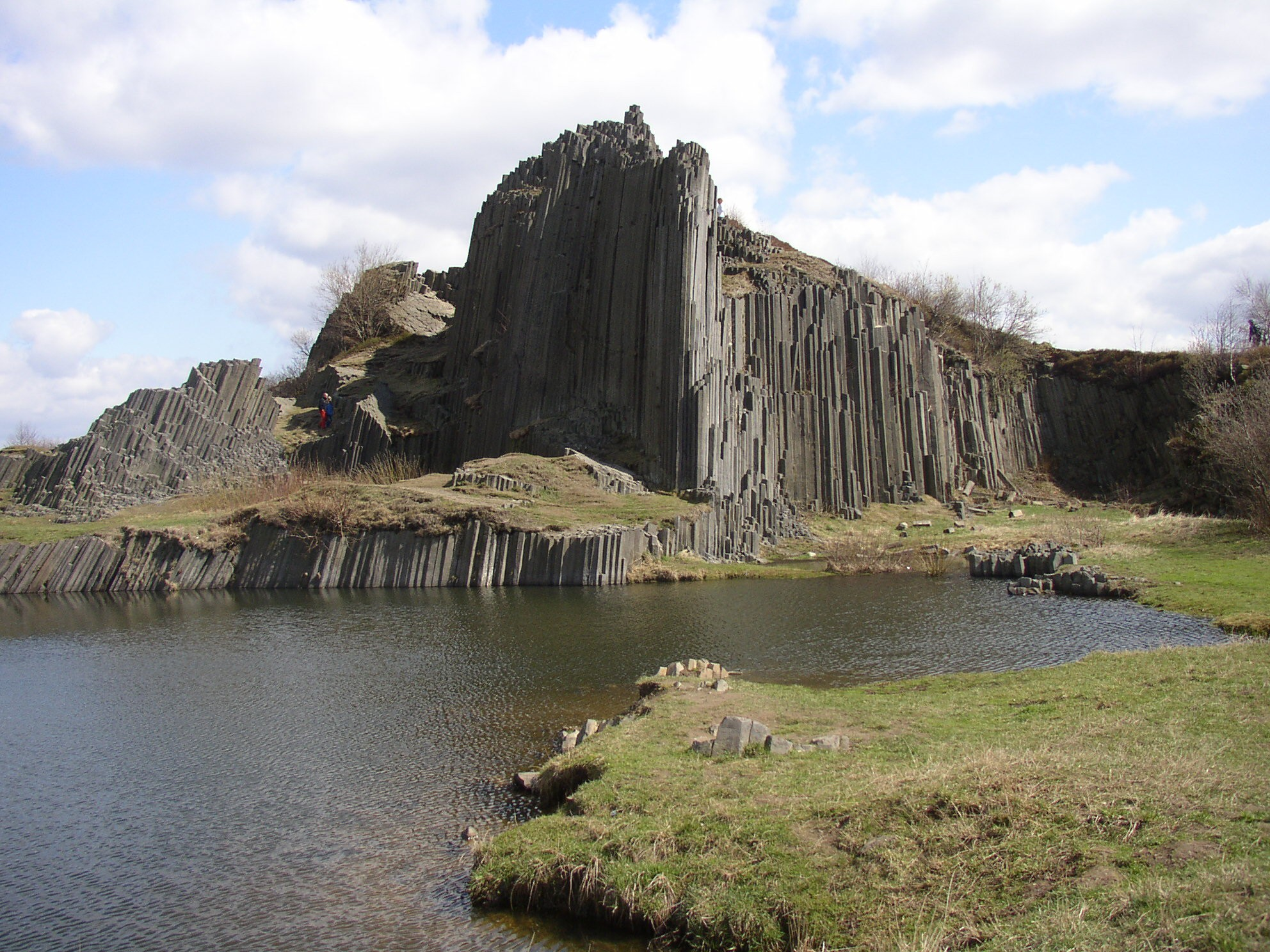
Národní přírodní památka Panská skála u Kamenického Šenova

Národní přírodní památka (zkracováno NPP) je „přírodní útvar menší rozlohy, zejména geologický či geomorfologický útvar, naleziště nerostů nebo vzácných či ohrožených druhů ve fragmentech ekosystémů, s národním nebo mezinárodním ekologickým, vědeckým či estetickým významem, a to i takový, který vedle přírody formoval svou činností člověk.“ V místním měřítku je její obdobou přírodní památka.

## Chráněná území
Mezi národní přírodní památky jsou zařazovány geologické nebo geomorfologické útvary (jeskyně, geologické profily), naleziště vzácných nerostů nebo ohrožených druhů fauny a flóry v ekosystému, i útvary zformované lidskými aktivitami (historické parkové úpravy krajiny).
Ochrana národních přírodních památek je stanovena v paragrafu 35 zákona č. 114/1992 Sb., o ochraně přírody a krajiny. K lednu 2018 existovalo 124 území vyhlášených jako národní přírodní památky. Ochrana vylučuje veškeré činnosti, které by mohly objekt či území poškodit nebo zničit. Pokud je toto zaručeno, není vyloučeno hospodářské využití národní přírodní památky. V praxi se tak děje jen výjimečně.

## Vyhlašování
Národní přírodní památky jsou vyhlašovány Ministerstvem životního prostředí ČR.